# 福島空港

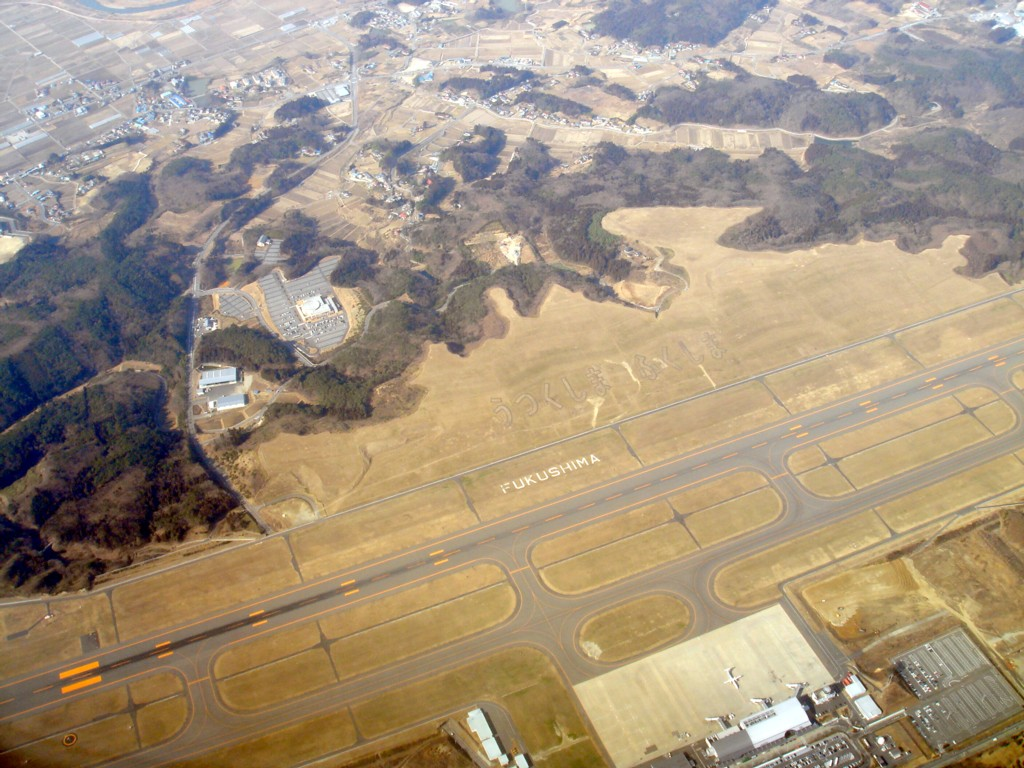
福島空港および周辺の空撮（2007年1月）

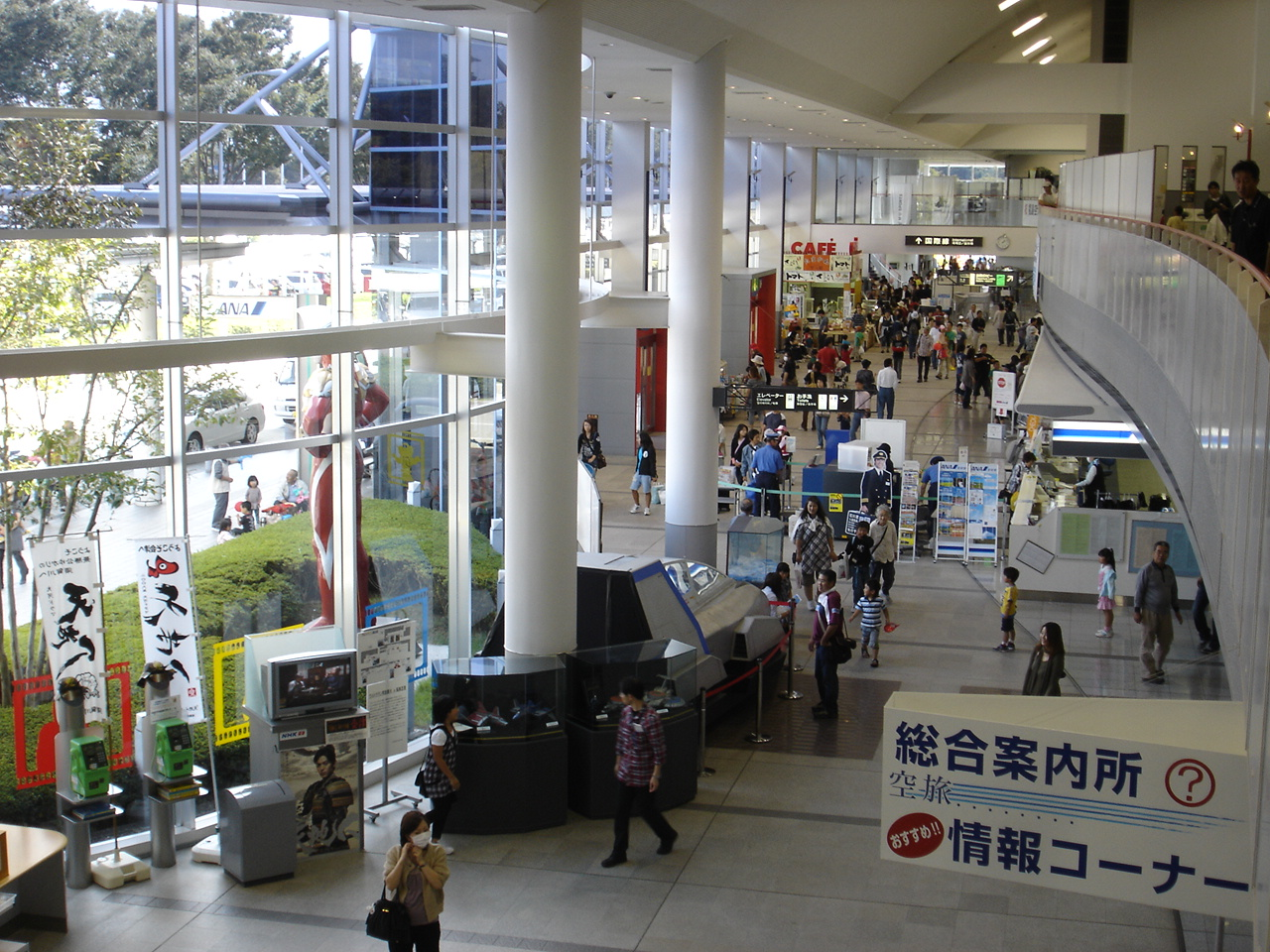
ロビー（2009年9月）

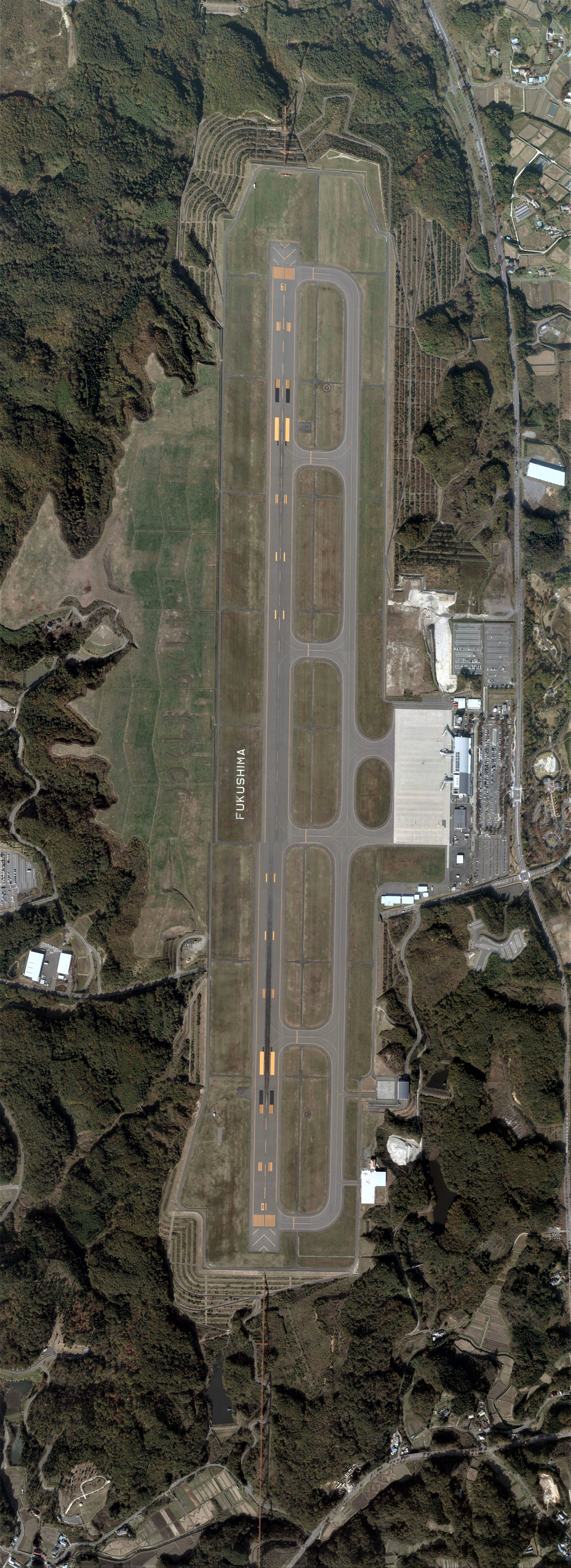
福島空港周辺の空中写真。2009年撮影の2枚を合成作成。

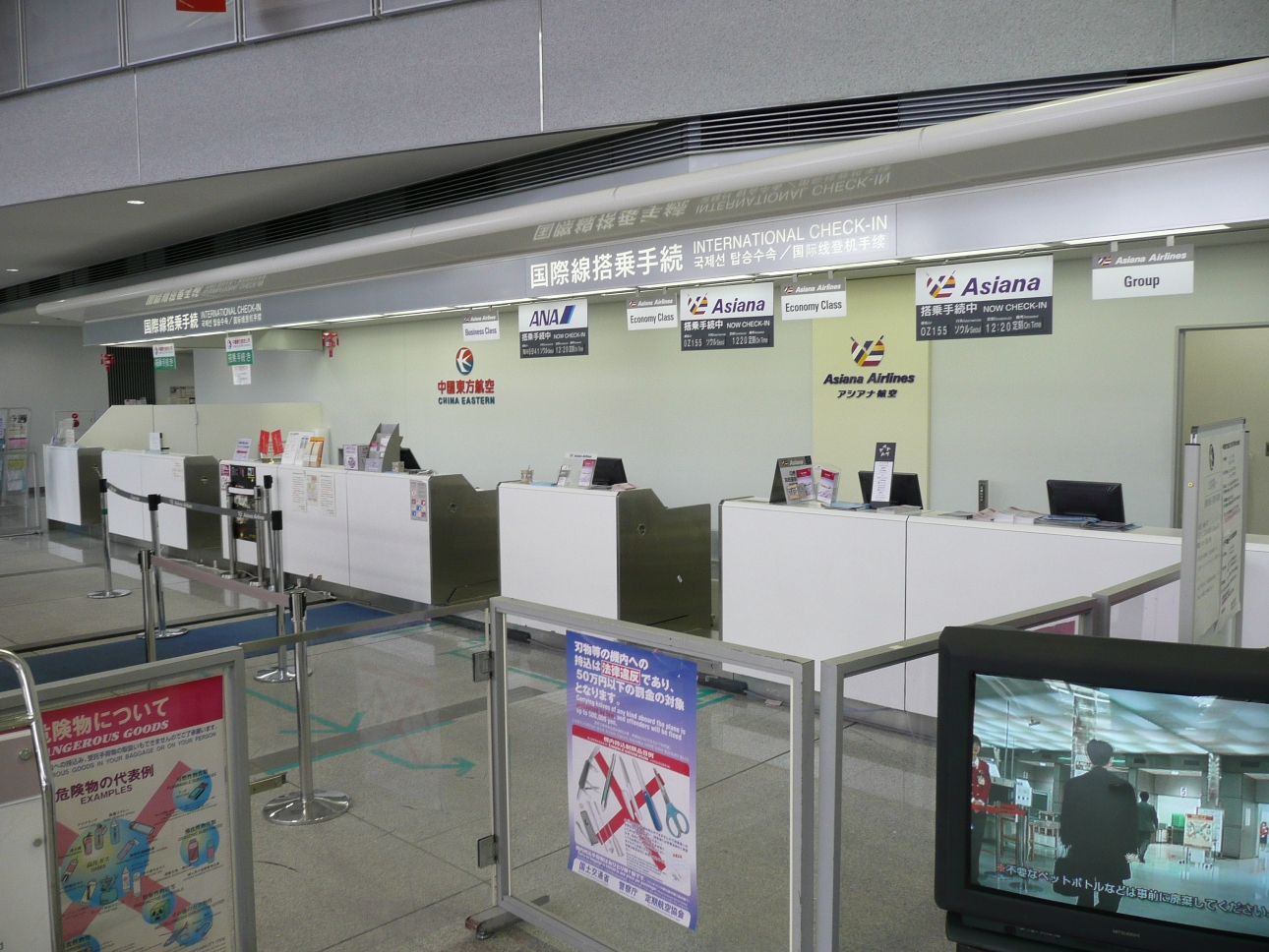
国際線カウンター（2007年4月）

福島空港（ふくしまくうこう、英: Fukushima Airport）は、福島県石川郡玉川村と須賀川市にまたがって位置する地方管理空港である。

## 概要
郡山市の南東約20kmにある、須賀川市・石川郡玉川村にまたがる阿武隈山系の丘陵地帯を開削し、1993年（平成5年）に県管理の第三種空港として開港した。その後、平行誘導路の設置、滑走路の延長を経て、2000年（平成12年）に全面供用となっている。
現在は、県都の福島市から直接アクセスできる公共交通機関はないが、浜通りのいわき市、県西の会津若松市、郡山市から空港リムジンバスが、離着陸便に合わせて運行されている。
『ウルトラマン』の生みの親、円谷英二の故郷が須賀川市にあることから、ウルトラシリーズの立像や関連物が、空港施設内外に展示されているほか、人と自然と科学をテーマにした福島空港公園が近隣に整備されており、人々の憩いの場になっている。

## 沿革
- 1977年（昭和52年）

12月 - 福島県が「福島県長期総合計画」を策定。この中で「航空運輸の需要増大に対処し関係施設の設置を検討する」こととされた
- 1978年（昭和53年）

3月3日 - 松平勇雄知事が県議会で空港建設に積極姿勢を示す
- 1980年（昭和55年）

10月 - 空港適地選定に着手
- 1981年（昭和56年）

4月25日 - 県が空港対策本部を設置。同時に、専門家による「県空港整備計画専門委員会」を設置し、候補地の詳細比較調査に着手
候補地は、安達北、安達中、安達南、田村西、須賀川東、東和町、都路村及び大信村の8箇所
9月7日 - 候補地として3箇所を選定 候補地は、安達南、田村西及び須賀川東
- 1982年（昭和57年）

2月1日 - 福島空港の候補地区を「須賀川東地区」に決定
4月1日 - 県企画調整部に空港建設対策室を設置
- 1984年（昭和59年）

5月28日 - 基本計画決定
- 1985年（昭和60年）

4月1日 - 県空港調査事務所を須賀川市に開設
- 1986年（昭和61年）

2月15日 - 第5次空港整備5箇年計画に福島空港の開港整備が盛り込まれる
4月1日 - 県土木部に「空港建設課」を開設
6月13日 - 福島空港の飛行場設置許可を申請
9月20日 - 航空法第38条に基づく福島空港の設置許可
9月25日 - 空港法第40条に基づく福島空港の公示
10月11日 - 福島空港を政令指定
11月28日 - 福島空港整備を盛り込んだ第5次空港整備五箇年計画が閣議決定
- 1987年（昭和62年）

6月 - 県が福島空港公園計画を発表
- 1988年（昭和63年）

2月20日 - 須賀川市及び玉川村の地権者が建設に同意
4月1日 - 「福島県空港建設事務所」開設
- 1988年（昭和63年）

9月14日 - 福島空港起工式
- 1990年（平成2年）

4月26日 - 福島空港ビル株式会社設立
- 1991年（平成3年）

11月29日 - 「福島空港の滑走路2,500mへの延長」を盛り込んだ第6次空港整備五箇年計画が閣議決定
- 1992年（平成4年）

10月1日 - 「東京航空局福島空港出張所」「福島地方気象台福島空港出張所」「福島空港管理事務所」を開設
- 1993年（平成5年）

2月1日 - 福島空港管理事務所を福島空港ターミナルビル内に移転
2月4日 - 供用開始公示
3月20日 - 福島空港開港2,000mの滑走路1本にて供用開始。建設費は562億円
札幌、名古屋（平成15年3月路線休止）、大阪路線開設
5月1日 - 福岡路線開設（平成18年3月路線休止）
- 1994年（平成6年）

6月1日 - 函館路線開設（平成14年11月路線休止）
9月4日 - 沖縄路線開設（平成21年1月路線休止）
- 1995年（平成7年）

3月16日 - 飛行場施設変更許可（滑走路2,500m）を申請
6月22日 - 飛行場施設変更の許可
6月29日 - 航空法40条に基づく福島空港の公示
7月22日 - 帯広便開設（平成13年3月路線休止）
11月13日 - 滑走路2,500m延長工事の起工式
- 1997年（平成9年）

8月15日 - 日中航空当局間協議において福島空港を中国の新規乗り入れ地点とする事を合意
- 1998年（平成10年）

6月17日 - 国際線旅客ターミナル着工
12月3日 - 2,500m滑走路供用開始。
- 1999年（平成11年）

1月21日 - 日韓航空当局間協議において新規路線として福島〜ソウル路線を追加する事を合意
5月31日 - 国際線旅客ターミナル開館
6月17日 - 上海との国際定期路線開設
6月22日 - ソウルとの国際定期路線開設
- 2000年（平成12年）

4月1日 - 「福島県福島空港管理事務所」と「福島県空港建設事務所」を統合し「福島県福島空港事務所」となる
7月13日 - 2,500m滑走路の平行誘導路が完成し、全面供用開始
- 2001年（平成13年）

4月1日 - 広島路線開設（平成14年3月路線休止）
8月4日 - 空港利用者が500万人達成
- 2003年（平成15年）

3月20日 - 開港10周年
- 2005年（平成17年）

2月17日 - 名古屋路線再開（平成19年11月路線休止）
- 2006年（平成18年）

1月 - 福島～上海路線が搭乗者10万人を達成
- 2008年（平成20年）

3月13日 - 取付誘導路（訓練用）供用開始
6月5日 - 滑走路警戒灯供用開始
- 2009年（平成21年）

2月1日 - 日本航空撤退（大阪・沖縄路線）
6月22日 - 国際線就航10周年
- 2011年（平成23年）

3月11日 - 東北地方太平洋沖地震（東日本大震災）が発生。管制塔の窓ガラスが破損したが、運用は継続された
3月13日 - 臨時便の運航開始。東京国際空港、中部国際空港、大阪国際空港、新千歳空港との間に1日最大22便の臨時便が運航された。当空港は1982年（昭和57年）の東北新幹線開業から約10年後に開港したため、東京国際空港（羽田）へ就航するのはこの時が初めてである。
4月10日 - 臨時便の運航終了。
11月24日 - 福島空港ビルが東京電力に対し、福島第一原子力発電所事故による国際線の運休に伴って発生した減収4800万円を賠償請求
- 2012年（平成24年）

2月19日 - 利用者数1,000万人突破
- 2013年（平成25年）

3月20日 - 開港20周年
- 2014年（平成26年）

4月1日 - 福島空港で実施していた管制技術業務が、仙台空港（大子TACANのみ東京国際空港）へ移管
- 2021年（令和3年）

2月15日 - 2月13日に発生した福島県沖地震の影響により東北新幹線が被害を受けて不通となったため、翌16日から20日までの5日間、東京/羽田との間に臨時便が毎日2往復計20便が運航された
- 2025年（令和7年）

2月2日 - 午前9時前、伊丹発のANA1695便が停止直前にターミナルビルと航空機を結ぶボーディングブリッジに翼が接触した。この便の乗員乗客28人全員にケガは無かったが、この機体を使用する福島発新千歳行、新千歳発秋田行と秋田発伊丹行の便が欠航となった。

## 施設概要
標点
- 位置：福島県石川郡玉川村大字北須釜字懸金沢16番地（北緯：37度13分39秒、東経：140度25分41秒）
- 標高：372.0m

飛行場の施設
- 飛行場の種類：陸上飛行場
- 着陸帯の等級：B級
- 就航可能な航空機の種類：ボーイング747、777、767型、エアバス・インダストリーA320ceo/neo ダグラスDC-10・マクドネル・ダグラスMD-11
- ILSアプローチのカテゴリー：CAT-I
- 運用時間：2016年3月27日より13時間（8時00分-21時00分）[12]
- 航空交通管制：飛行場対空援助業務[注 1]
- 敷地面積：1,807,306m2
- 着陸帯の長さ：2,620m
- 着陸帯の幅：300m

制限表面
- 進入区域の長さ：3,000m
- 進入表面の勾配：50分の1
- 水平表面の半径：3,500m
- 転移表面の勾配：7分の1

滑走路
- 滑走路の長さ：2,500m
- 滑走路の幅：60m
- 滑走路舗装：アスファルト舗装
- 滑走路の方位：北緯 2度11分57秒東（真方位）

誘導路
- 誘導路の長さ：3,637m（防災ヘリ用89m、訓練用49mを含む）
- 平行誘導路の幅：30m
- 中間取付誘導路の幅：34m
- 末端取付誘導路の幅：32m
- 誘導路舗装：アスファルト舗装

エプロン
- エプロン面積：47,250m2
- エプロン舗装：コンクリート舗装
- バース数：6バース（大型ジェット機2、中型ジェット機2、小型ジェット機2）
- 小型機スポット数：8スポット（うち夜間駐機用4スポット）

### 関連施設
福島空港ターミナルビル
- 1階 - 航空会社カウンター、到着ロビー、売店、宅配便受付、ATM、コインロッカー、交番、総合案内所（観光案内やレンタカーの案内等）

レンタカーはトヨタレンタリース、ニッポンレンタカー、タイムズカーレンタル、日産レンタカー、オリックスレンタカーが利用可能
- 2階 - 出発ロビー、ラウンジ、待合室、レストラン、ウルトラマンショップ、免税店、土産物店
- 3階 - 送迎デッキ、特別室、会議室

貨物ビル
- ANA Cargo貨物カウンター

福島県消防防災航空センター
- 福島県消防防災航空隊のヘリコプターの基地

民間の訓練施設
- アルファーアビエィション福島訓練所
- かつてはパイロット不足を補うために2008年度から2009年度まで、法政大学が首都圏から近い当空港を活用したパイロット育成教育を行っていた[13]。

### 関連機関
- 横浜税関小名浜税関支署福島空港出張所
- 仙台検疫所福島空港出張所
- 東京航空局福島空港出張所
- 仙台航空測候所福島空港出張所
- 福島県福島空港事務所
- 須賀川警察署空港警備派出所

## 就航路線

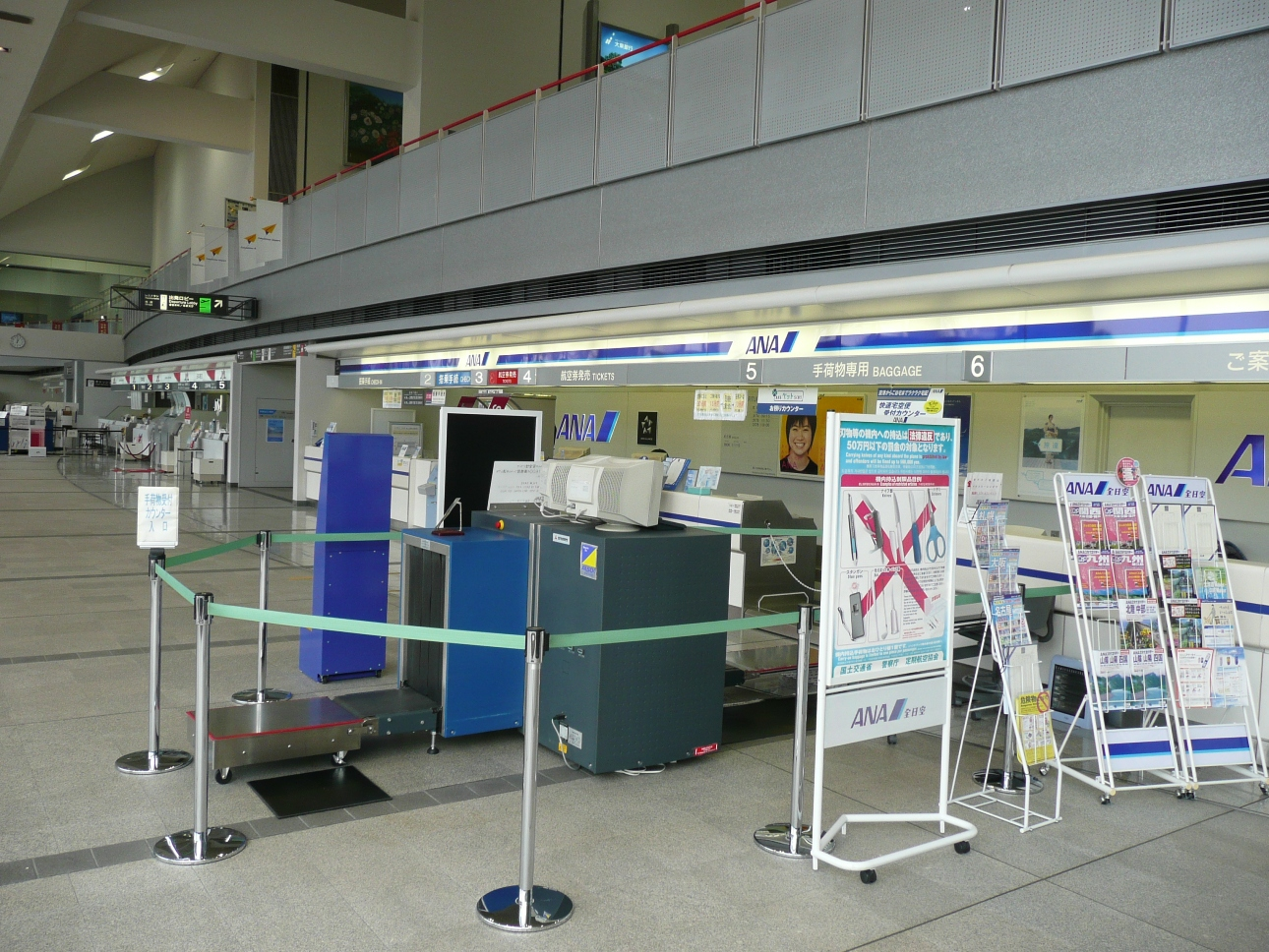
国内線カウンター（2007年4月）

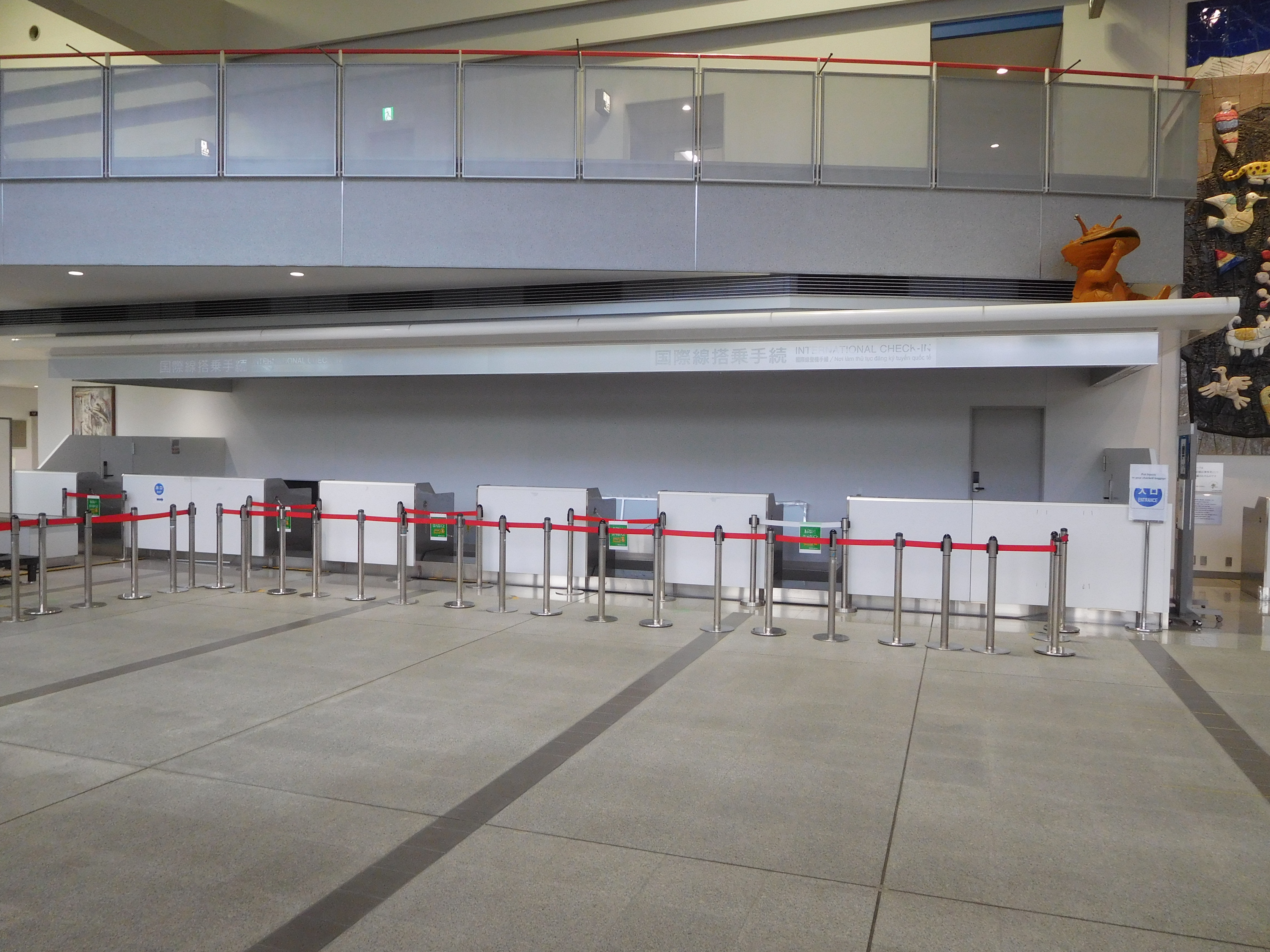
国際線カウンター跡（2020年8月）

### 国内線
| 航空会社               | 就航地                                   |
| ---------------------- | ---------------------------------------- |
| 全日本空輸 (ANA)       | 北海道/新千歳、大阪/伊丹                 |
| IBEXエアラインズ (IBX) | 北海道/新千歳（期間限定運航）、大阪/伊丹 |

かつての定期就航路線
- 帯広空港・函館空港・県営名古屋空港・関西国際空港・広島西飛行場・福岡空港・那覇空港[18]

災害に伴う臨時路線
- 東京国際空港（羽田空港） - 2011年の東北地方太平洋沖地震・2021年の福島県沖地震発生時、不通となった東北新幹線の代替交通手段として期間限定で就航[7]。

### 国際線
※ ()内の記号は航空会社コード

※ ★印は格安航空会社 (LCC)
| 航空会社               | 就航地    |
| ---------------------- | --------- |
| タイガーエア台湾 (IT)★ | 台北/桃園 |

かつての定期就航路線
- アシアナ航空 (OZ)・全日本空輸 (NH)
  -  韓国・仁川国際空港
- 中国東方航空 (MU)
  -  中国・上海浦東国際空港

## 統計

### 利用者数
| 年度     | 乗降客数（人） | 乗降客数（人） | 乗降客数（人） |
| 年度     | 国内線         | 国際線         | 合計           |
| -------- | -------------- | -------------- | -------------- |
| 1992年度 | 7,245          | 3,035          | 10,280         |
| 1993年度 | 285,338        | 13,014         | 298,352        |
| 1994年度 | 445,470        | 11,161         | 456,631        |
| 1995年度 | 579,619        | 12,039         | 591,658        |
| 1996年度 | 643,725        | 8,390          | 652,115        |
| 1997年度 | 677,299        | 8,736          | 686,035        |
| 1998年度 | 689,168        | 8,521          | 697,689        |
| 1999年度 | 706,718        | 50,907         | 757,625        |
| 2000年度 | 611,754        | 88,361         | 700,115        |
| 2001年度 | 573,120        | 87,632         | 660,752        |
| 2002年度 | 516,576        | 70,319         | 586,895        |
| 2003年度 | 519,293        | 42,119         | 561,412        |
| 2004年度 | 502,032        | 63,087         | 565,119        |
| 2005年度 | 473,000        | 72,865         | 545,865        |
| 2006年度 | 439,683        | 89,947         | 529,630        |
| 2007年度 | 417,287        | 99,016         | 516,303        |
| 2008年度 | 353,439        | 74,330         | 427,769        |
| 2009年度 | 226,842        | 56,172         | 283,014        |
| 2010年度 | 224,125        | 62,250         | 286,375        |
| 2011年度 | 207,971        | 1,724          | 209,695        |
| 2012年度 | 227,882        | 5,810          | 233,692        |
| 2013年度 | 239,722        | 4,046          | 243,768        |
| 2014年度 | 248,101        | 6,098          | 254,199        |
| 2015年度 | 244,038        | 3,668          | 247,706        |
| 2016年度 | 241,106        | 4,894          | 246,000        |
| 2017年度 | 250,385        | 9,233          | 259,618        |
| 2018年度 | 246,939        | 20,417         | 267,356        |
| 2019年度 | 239,054        | 20,667         | 259,721        |

元のウィキデータクエリを参照してください.
- 国内線
- 国際線

開港当初の1993年度、30万人弱であった利用者は順調に伸び、過去最高となる1999年度には75万人を超えた。しかし、これ以降減少に転じ、2009年の日本航空撤退、2011年の国際線運休に伴って乗降客は大幅に減り、現在に至る。

### 国内線
国内線においては、日本航空グループが2009年1月限りで撤退 するなど、厳しい状況が続く。

#### 日本航空グループ

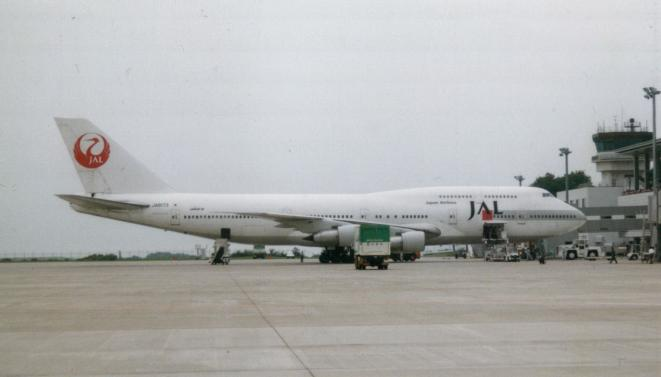
福島空港に初めて飛来したジャンボ機（2000年7月）

最大で7路線を運航していた日本航空グループは、他社競合やローカル空港間輸送の低迷による利用率減少により廃止が相次ぎ、2009年1月31日をもって全面撤退した。
- 帯広空港便 - 日本航空が1995年7月より夏期季節運航で開設。2000年9月をもって運休。
- 新千歳空港便 - 日本航空が1998年5月より夏期季節運航で開設。2001年4月よりジェイエアに移管、通年運航に変更されたが、機材導入初期で機材数に余裕が無かったため、運航乗員訓練のため冬期運休となるなど機材不足の際は運休対象となることが多かった。2002年9月をもって運休。
- 広島西飛行場便 - ジェイエアが2001年4月より開設。2002年3月をもって運休。
- 福岡空港便 - ジェイエアが2001年4月より開設。2002年3月をもって運休。
- 大阪国際空港便 - 開港と同時に3往復就航。後に2往復に減便されるも、2002年4月よりジェイエア便が開設されグループとして再度3往復となった。2005年4月より日本航空便の1往復が関西国際空港便に変更され2往復となる。ジェイエア便は2007年3月をもって運休となったが、同年5月より日本エアコミューター便が開設され再々度2往復となった、2008年3月をもって日本エアコミューター便の運休により1往復となった。2007年度の利用率は57.4%。2008年8月7日に廃止届が提出され、2009年1月限りで廃止された。
- 関西国際空港便 - 2005年に大阪国際空港発着枠関連により1往復を振り替える形にて開設。2007年度の利用率は46.2%。2008年8月7日に廃止届が提出され、2009年1月限りで廃止された。
- 那覇空港便 - 2008年度の搭乗率は71.7%で、修学旅行期には臨時便も運航された。搭乗率60%以上であれば採算が取れると言われる航空路線では悪くない数字であるが、燃料費高騰に加え、観光ツアー客の単価が低く、採算を取るには厳しい状況だったと同社は説明している。2008年7月31日に廃止届が提出され、2009年1月限りで廃止された。

#### 全日本空輸グループ

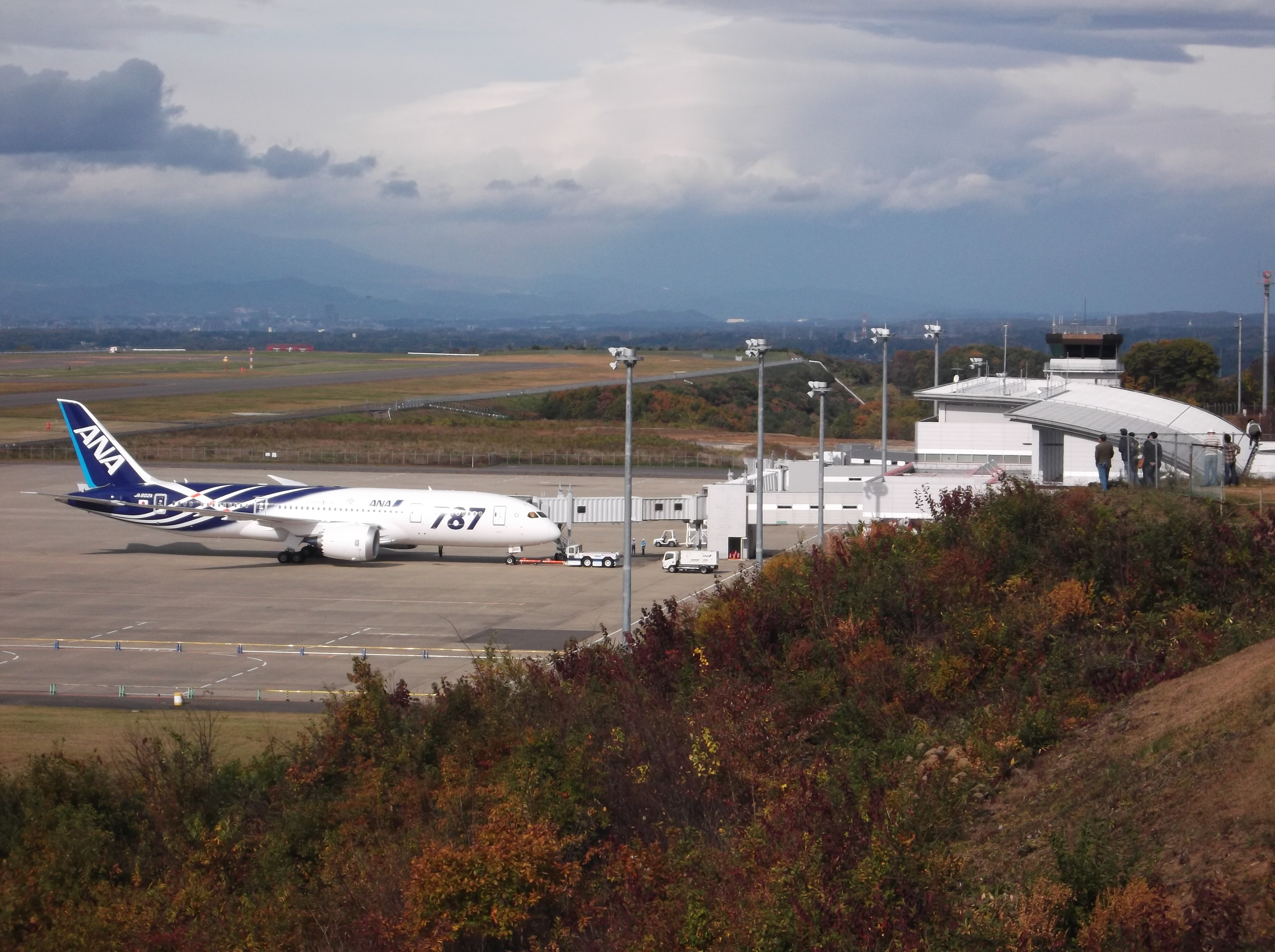
福島空港に初めて飛来したボーイング787（2011年11月）

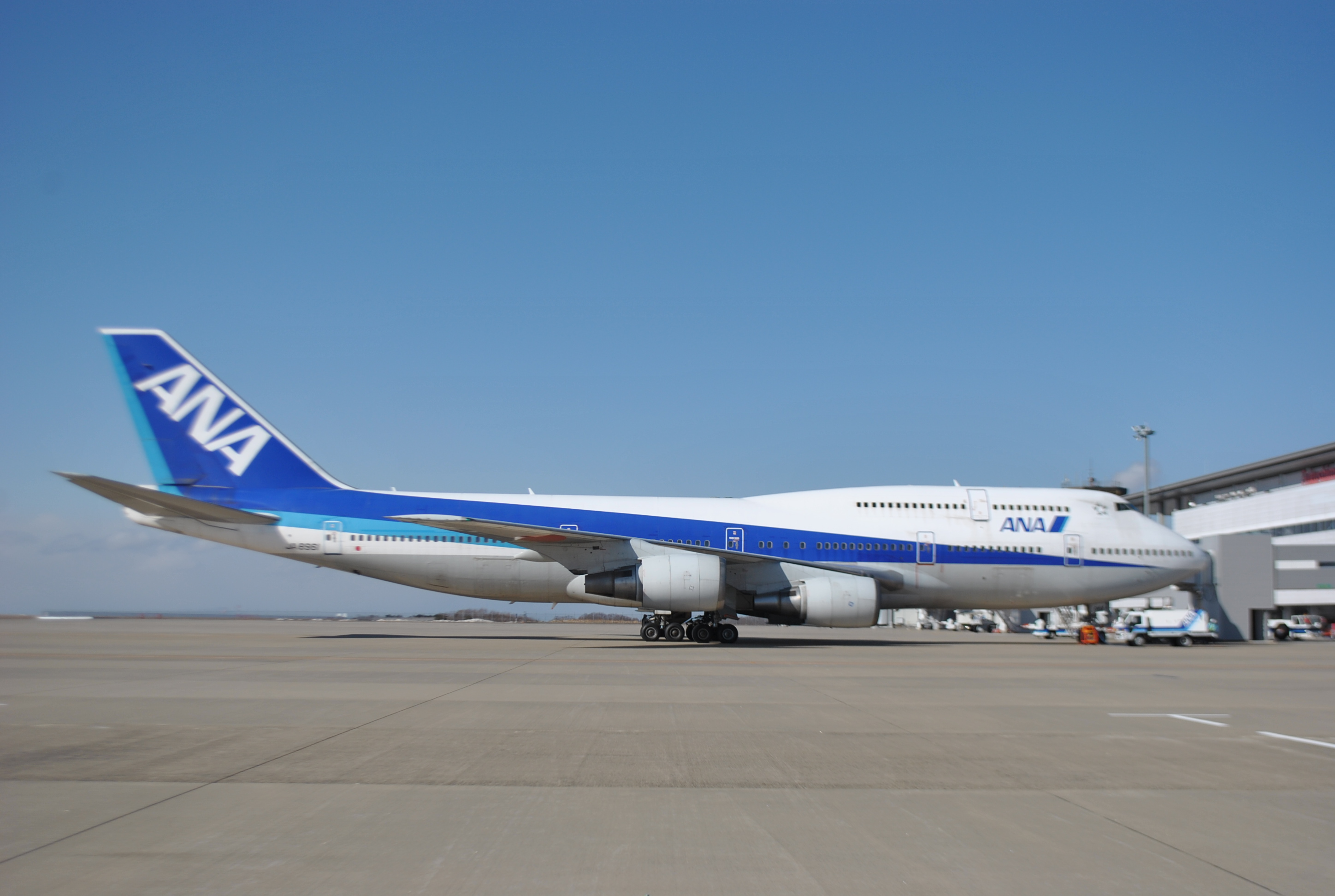
ANAジャンボ機、福島空港への最終フライト（2014年3月）

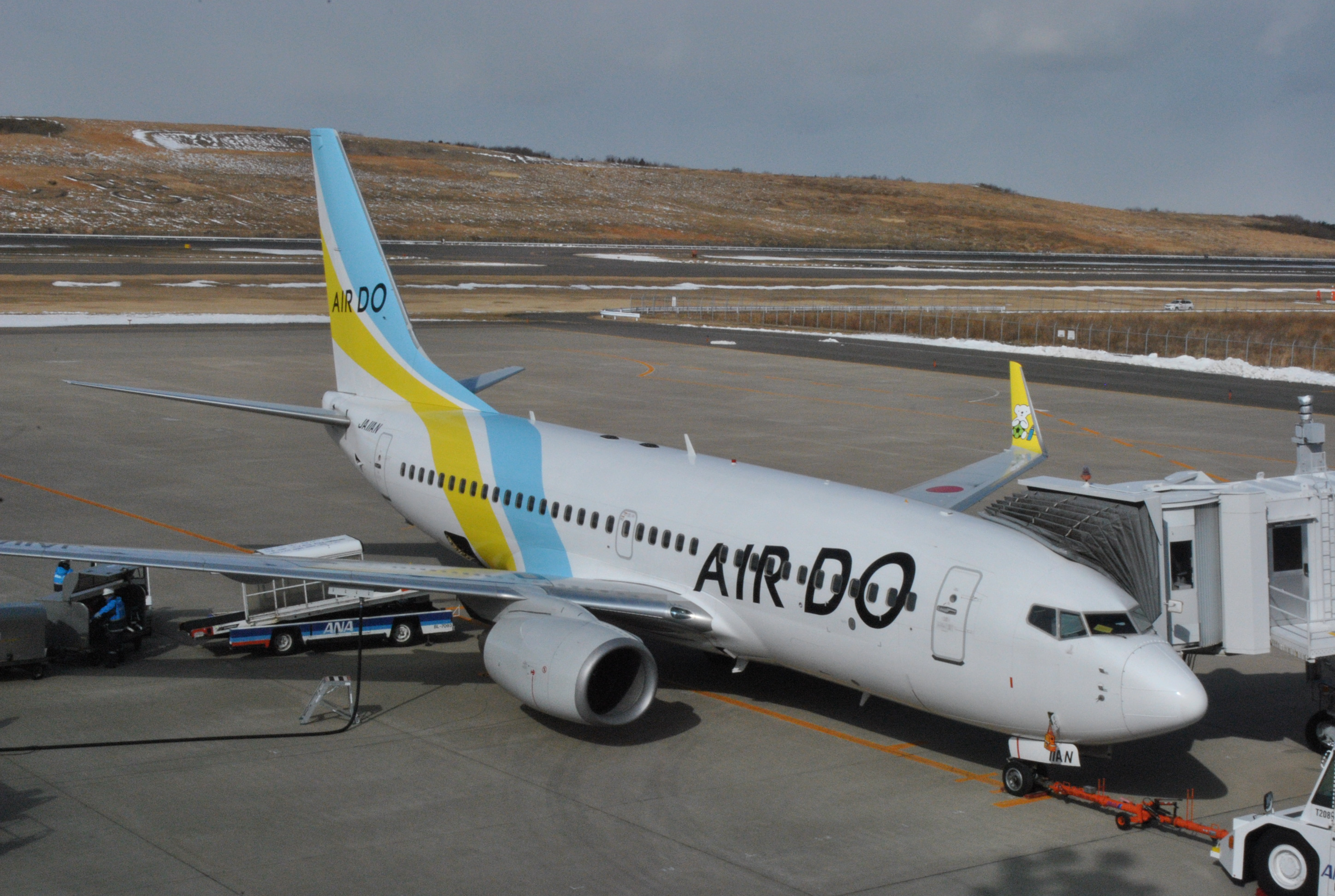
駐機中のAIRDO機（2015年2月、現在は撤退。）

全日本空輸グループは、グループに入る前の中日本エアラインサービス（現エアーセントラル）、コードシェア運航をするアイベックスエアラインズを含めて最大で5路線運航していた。現在は2路線を運航する。
- 函館空港便 - 中日本エアラインサービスが1995年より夏期季節運航で開設。2001年をもって運休。
- 中部国際空港便 - 全日本空輸が2005年2月より開設。2007年11月をもって運休。愛・地球博終了を境に利用率が低下。2006年度で休止予定であったが、自治体等の要望を受け、2006年11月から2007年10月までの搭乗率が60%に達しない場合、2008年度以降は休止するという条件付き継続となった。2006年度の搭乗率は32.7%。2006年11月から半年間の搭乗率はさらに30.4%となり、条件達成が不可能となった2007年5月に、同年11月限りでの廃止を届け出た。
- 福岡空港便 - エアーニッポンが1994年10月より開設。2004年4月に全日本空輸便化。2006年3月をもって運休。
- 大阪国際空港便 - 2004年10月1日にフェアリンク（現アイベックスエアラインズ）が2往復で開設。2006年10月より全日本空輸とコードシェアを開始し3往復に増便された。2009年1月に2往復の増便が発表され、同年4月より5往復、2012年6月1日より4往復、2014年3月30日より2往復の運航となった。2013年度の搭乗率は70.5%。2012年6月1日から、全日本空輸も1往復で開設、2014年3月30日より2往復に増便された[20]。同便は到着した機材がそのまま折り返す単純往復となっていたが、2015年3月29日から1往復がナイトステイとなった。
- 新千歳空港便 - 全日本空輸が開港時に開設、2009年11月1日以降は北海道国際航空（現 AIRDO）との共同運航で1日2往復を運航していたが、2015年3月29日から、全日本空輸の単独運航に変更、1日1往復に減便された。これ以降、同便はナイトステイを行っている。2013年度の利用率は54.1%。

福島県内を出発地として航空機を利用した移動において、福島空港が出発空港として選択された割合は3割程度に過ぎず、潜在的な需要はあると言われている。また、撤退した路線の搭乗率低下については、使い勝手の悪いダイヤを指摘する声もある。

### 国際線

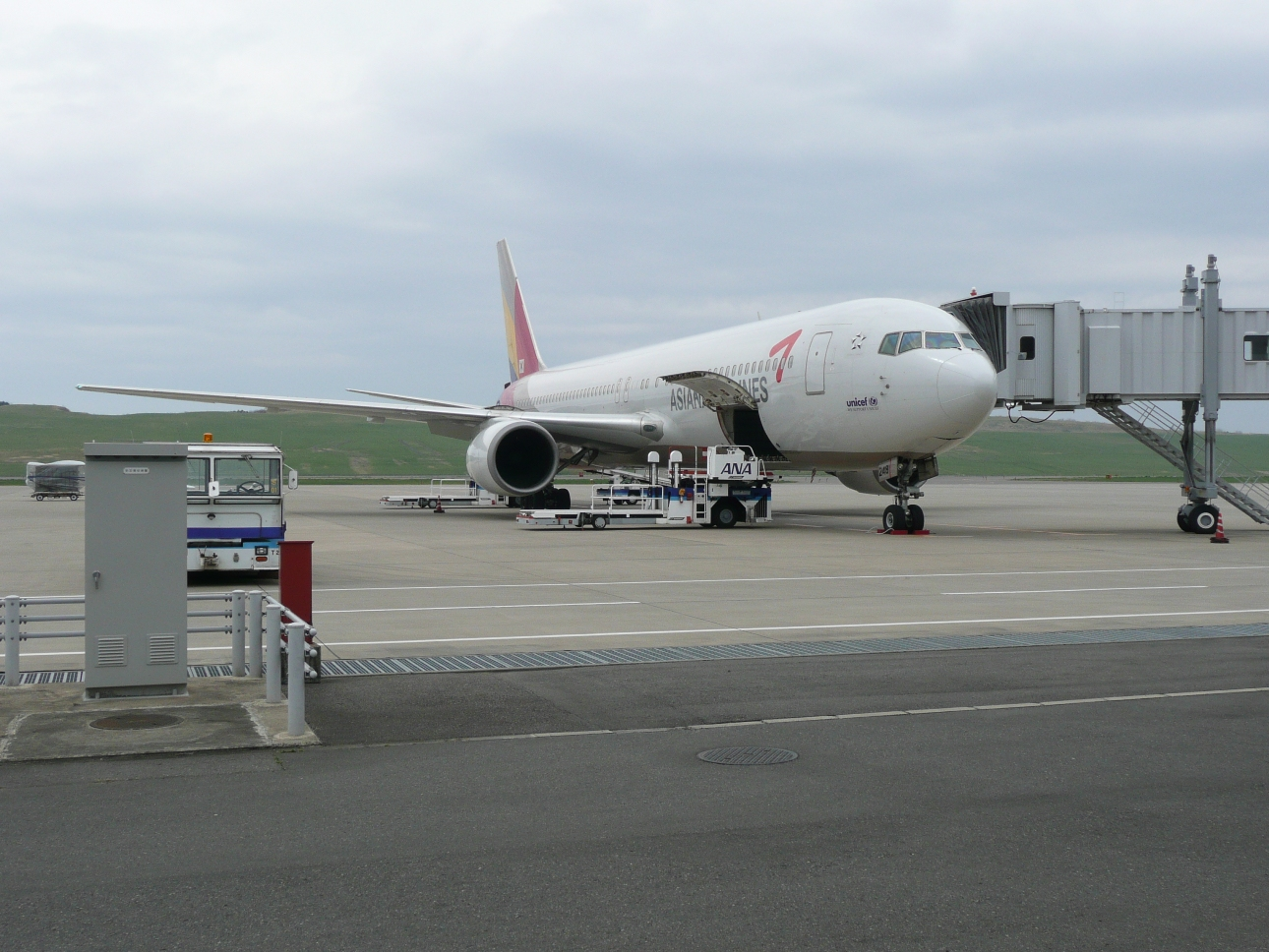
アシアナ航空便（2007年4月）

2011年3月11日の東日本大震災発生以降、定期便は全て運休している。2011年11月現在、国際線の利用者は、昨年同期と比較して99%減と、大幅に落ち込んでいる。
- 仁川国際空港便 - 1999年6月開設。
仁川国際空港便は、週3便で開設されて以来好調に推移し、2005年9月には週5便に増便された。利用率70%程度と好調なものの、1旅客あたりの単価が低く収益が悪いことから、2006年9月に再び週3便に減便した。
減便されたものの、特にウォン高の影響による韓国側からの需要が旺盛で、搭乗率は更に上がり約80%となった。アシアナ航空は2008年5月22日より再び週5便に増便したが、韓国からのゴルフ客の利用が好調なため、同年7月1日より8月29日の最需要期の2ヶ月間、1999年の就航以来初めて毎日運航された[22]。その間で83.5%と高い搭乗率を確保していた。
しかしながら、世界金融危機に端を発した韓国通貨危機の影響で大幅なウォン安になり、韓国からの観光客が激減した影響で2008年12月から急激に搭乗率が悪化、2009年11月の搭乗率は62.4%と低調になり、利用率次第では運休も示唆された。しかし、2010年の搭乗率は前年を上回っていることから、2011年4、5月の2ヶ月間は週5便に増便されることとなっていたが、東日本大震災の影響により、2011年3月19日から運休となっている。2010年12月末の搭乗率は66.0%。
- 上海浦東国際空港便 - 1999年6月、福島空港初の国際定期便として開設。
2011年3月17日からの運休を経て、2012年10月27日をもって廃止。
2003年5〜6月にSARS、2008年5〜6月には四川大地震の影響で数便が運休、2003年には搭乗率が40%台にまで落ち込んだりもしたが、その後は60%台を維持していた。ソウル便の利用者は8割が韓国人であるのに対し、上海便は9割が日本人であり、利用者層は大きく異なっていた。ソウル便同様、2011年3月17日から運休となった。その後も、中国東方航空内で再開に向けて再三にわたり検討が繰り返されていたが断念。2012年10月27日をもって福島支店が閉鎖、路線が廃止された。「福島第一原子力発電所事故の影響に加え、日本政府による尖閣諸島国有化により、日本と中国の関係が悪化、集客が期待できない」と、同社は説明している。2010年11月末の搭乗率は60.5%。

### 周囲の空港
- 福島市、郡山市、白河市の各都市からは東京・仙台へ東北新幹線を利用すれば1時間〜1時間半程度であり、近隣空港との競争が激しくなっている。福島県の南側では、茨城県小美玉市の航空自衛隊百里飛行場が2010年に「茨城空港」として軍民共用化されたことで競争が激化している。
- 福島県北部（福島市周辺・浜通り北部）では仙台空港を利用する人が比較的多い[21]。

### 利用増への取り組み
- 福島県内主要都市、栃木県北の那須塩原地区、日光・鬼怒川地区、茨城県北地区からは1名から利用可能な事前予約制の低価格の乗り合いタクシーが準備され、立地の悪さをカバーする努力がなされている。
- 栃木県には空港が無く、福島空港は福島県南部に位置するので栃木県民に利用促進を働きかけている。なお、宇都宮市など県央部以南は福島空港よりも便数が多い東京国際空港や成田国際空港を利用する市民が多い[注 2]。栃木県のFM放送レディオベリー等でも広告が流れる。
- 空港に隣接する形で福島空港公園があり、公園・緑地スペース・日本庭園・展望台・運動場・イベントスペース等が整備されている。積雪時以外は通年で様々な祭事や体験学習・展示・サッカー大会等を行っており、空港の認知度を上げる働きかけを行っている。
- 2008年2月7日、関西国際空港と航空貨物に関する共同ビジョンを発表。福島空港を「東北・北関東圏での国際貨物ハブ空港」と位置付け、東北や北関東からの荷物を福島空港へ集約し、関西国際空港と連携して利用促進を促す（しかし、2009年1月における日本航空の撤退に伴い関西国際空港の定期便が廃止となる）。
- 福島県は、定期便の増加やチャーター便の誘致を推進するため、2009年4月より、航空機の着陸料を国内線が1/4、国際線が1/15と減額した。
- 日本航空グループの撤退を受け、全日本空輸に那覇空港便の開設を働きかけるなど、路線再構築に向けて動き出している。
- 小型ジェット機用のボーディング・ブリッジが新たに整備され、2010年4月6日から利用されている。小型機用のボーディング・ブリッジが整備されたのは、国内の空港で初めて。

## アクセス
- 空港リムジンバス

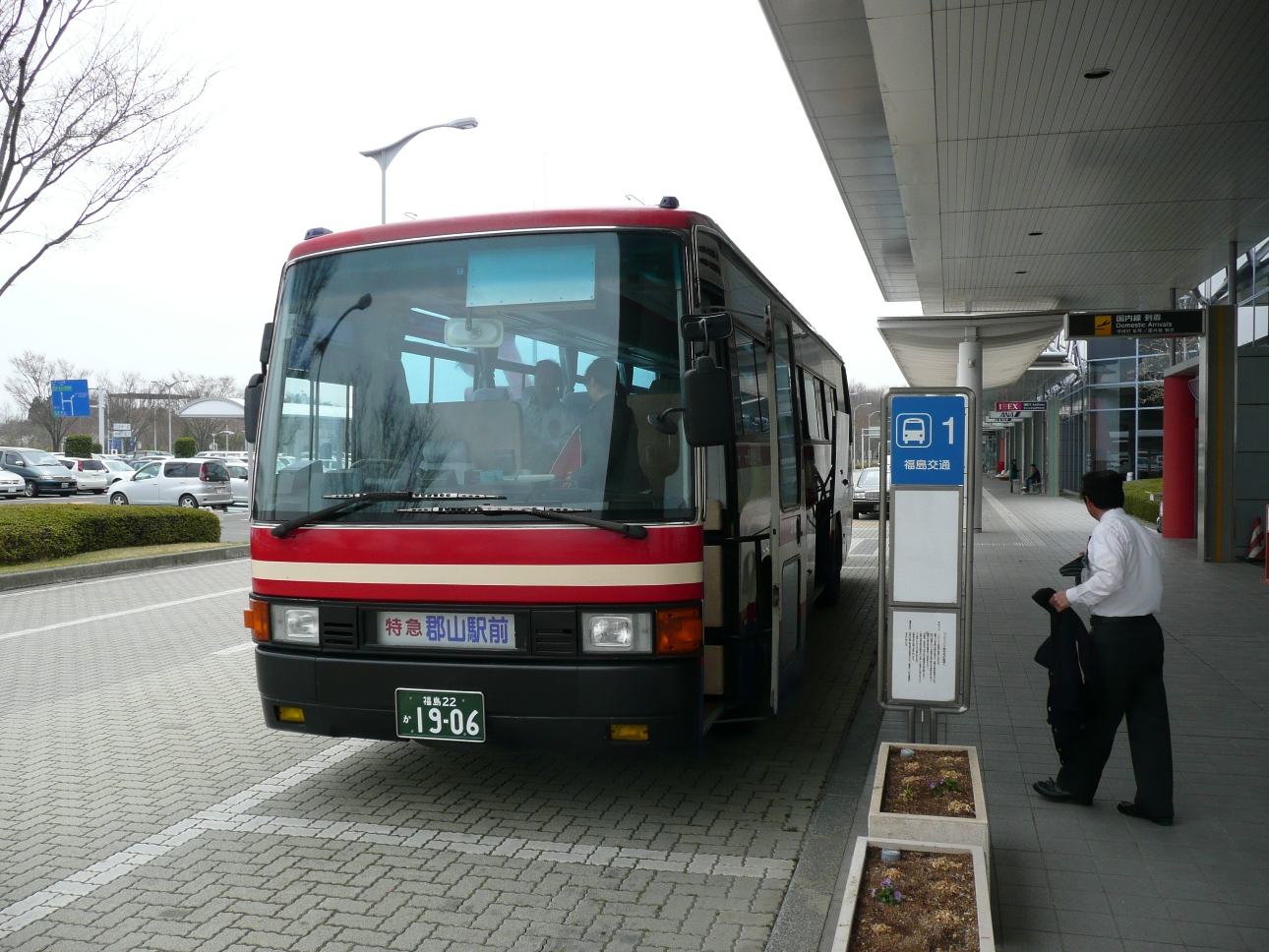
福島交通バス（2007年4月）

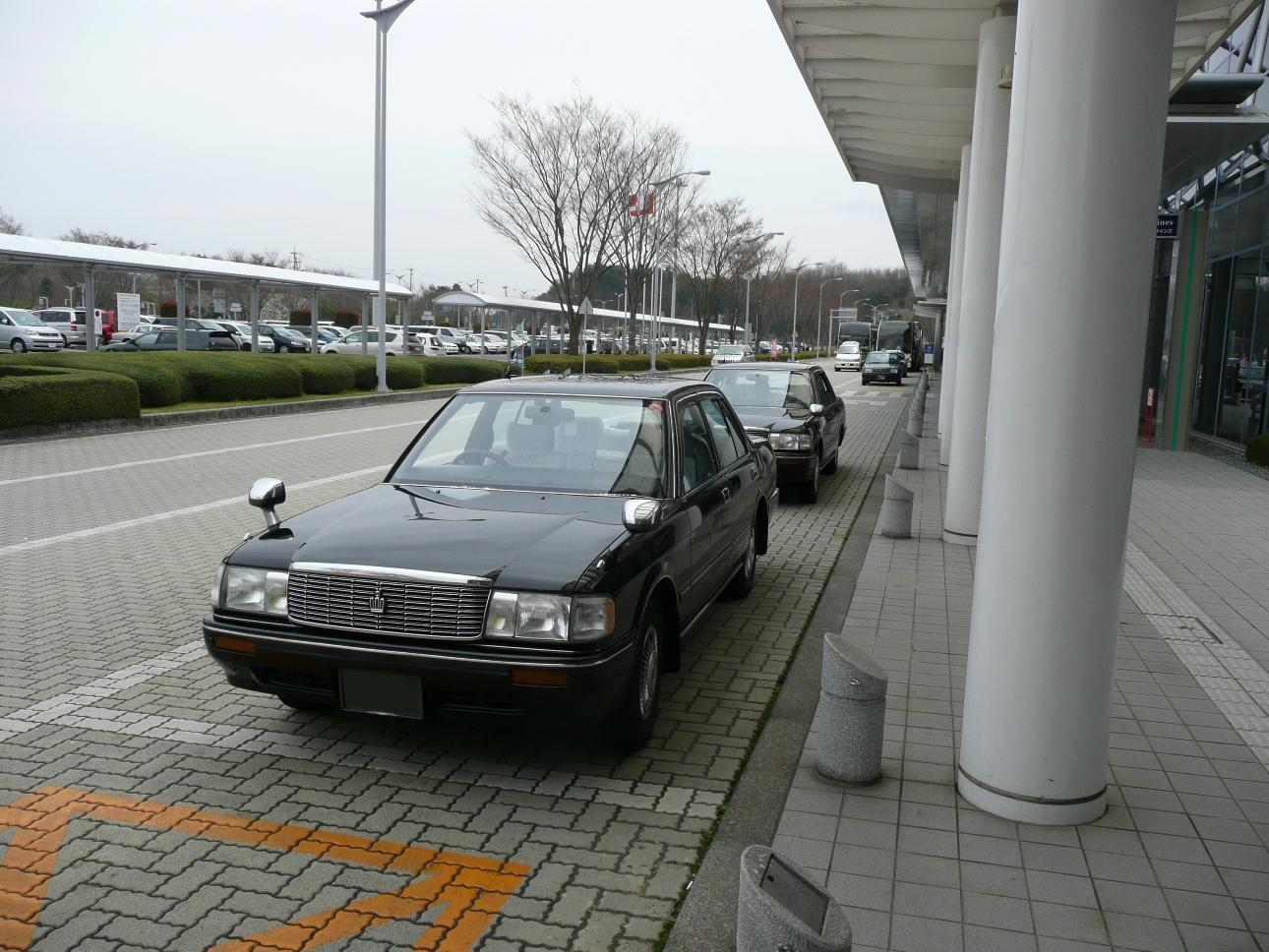
福島空港タクシー（2007年4月）

  - 郡山駅前・郡山中央工業団地・空港（福島交通）
会津若松駅行のバスへの乗り継ぎ割引あり（会津バス）
  - いわき駅前・郡山駅前・空港（新常磐交通／福島交通）[23]

アクセス「リムジンバス」（福島空港サイト）
- 予約制バス
  - 東山温泉駅・飯盛山・会津若松駅前・猪苗代駅前（会津タクシー）
- 予約制乗合タクシー
下記場所より乗車人数1名以上で運行。（福島空港構内タクシー協議会配車センター）
  - 福島市
  - 白河市・西白河郡・東白川郡
  - いわき市・双葉郡
  - 会津若松市・喜多方市
  - 日光市・宇都宮市・鬼怒川
  - 那須塩原市
  - 北茨城市・高萩市・日立市
- 鉄道利用
JR水郡線泉郷駅下車、タクシー利用約10分

## その他
- テレビドラマ版『世界の中心で、愛をさけぶ』最終回の収録が行われた[24]。
- 2004年12月14日、ペ・ヨンジュンが極秘来日した際に利用した[25]。
- 日本では松本空港に次いで、2番目に標高が高い空港である。
- 県は、愛称を「ウルトラマン空港」とすることで検討を行っている[26]。
- 1996年12月13日に、須賀川市議会により滑走路3,000m級化を組み入れた第7次空港整備五箇年計画が閣議決定した[2] ものの、凍結中である。
- 毎年5月には「春の福島空港まつり」が行われ、ウルトラマンなどのショーやトーイングトラクターが牽くトロッコによるツアーなどが実施される[27]。
- 毎年9月には空の日フェスティバルが行われ、施設見学のツアー、航空機の展示など、様々なイベントが催される。
- 県内では福島空港までの距離を示した標識が浜通りや会津など、リムジンバスは運行されているが相当な遠隔地にまで多数存在していることが、県民の「福島あるある」となっている[28]。河北新報郡山支局に所属する記者の自主調査によると、最も遠かったのは昭和村にある「空港まで125km」だという[28]。